# Свиристели
Свиристели (лат. Bombycilla) — род птиц монотипического семейства свиристелевых (Bombycillidae), включающий три вида. Ранее включаемое подсемейство шёлковых свиристелей сейчас рассматривается как отдельное семейство Ptilogonatidae. Распространены в Евразии и Северной Америке.
Оперение свиристелей мягкое шелковистое, преимущественно бурого цвета с чёрными, красными и жёлтыми отметинами. Половой диморфизм не выражен.
Свиристели не являются перелётными птицами, они кочуют на небольшие расстояния вне брачного сезона, перемещаясь зимой несколько южнее своего летнего ареала.
Птицы питаются летом насекомыми, зимой ягодами и фруктами.
Гнёзда устраивают на соснах, не очень высоко над землёй, скрытно в ветвях. В июне самка кладёт от 3 до 6 яиц и принимается за высиживание, которое длится 12—14 дней. Птенцы становятся самостоятельными через 15—19 дней.

## Виды
- Обыкновенный свиристель (Bombycilla garrulus)
- Амурский свиристель (Bombycilla japonica)
- Американский свиристель (Bombycilla cedrorum)